# 19de uitreiking van de Premios Goya
De 19de uitreiking van de Premios Goya vond plaats in Madrid op 30 januari 2005. De ceremonie werd uitgezonden op TVE en werd gepresenteerd door Antonio Resines, Maribel Verdú en Montserrat Caballé.

## Winnaars en genomineerden
| Beste film | Beste regisseur |
| --- | --- |
| - Mar adentro - Tiovivo c. 1950 - La mala educación - Roma | - Alejandro Amenábar — Mar adentro - Carlos Saura — El 7º día - Pedro Almodóvar — La mala educación - Adolfo Aristarain — Roma |
| Beste acteur | Beste actrice |
| - Javier Bardem — Mar adentro - Guillermo Toledo — Crimen ferpecto - Eduardo Noriega — El Lobo - Eduard Fernández — Cosas que hacen que la vida valga la pena | - Lola Dueñas — Mar adentro - Ana Belén — Cosas que hacen que la vida valga la pena - Penélope Cruz — Non ti muovere - Pilar Bardem — María querida |
| Beste mannelijke bijrol | Beste vrouwelijke bijrol |
| - Celso Bugallo — Mar adentro - Luis Varela — Crimen ferpecto - Juan Diego — El 7º día - Unax Ugalde — Héctor | - Mabel Rivera — Mar adentro - Silvia Abascal — El Lobo - Mercedes Sampietro — Incautos - Victoria Abril — El 7º día |
| Beste debuterend acteur | Beste debuterend actrice |
| - Tamar Novas — Mar adentro - Jorge Roelas — Tiovivo c. 1950 - Nilo Mur — Héctor - José Luis García Pérez — Cachorro | - Belén Rueda — Mar adentro - Mónica Cervera — Crimen ferpecto - Núria Gago — Héctor - Teresa Hurtado de Ory — Astronautas |
| Beste origineel scenario | Beste bewerkt scenario |
| - Mar adentro — Alejandro Amenábar, Mateo Gil - Incautos — Dominic Harari, Joaquín Oristrell, Teresa Pelegri - Roma — Adolfo Aristarain, Mario Camus, Kathy Saavedra - Horas de luz — José Ángel Esteban, Carlos López, Manolo Matji                                                                              | - Diarios de motocicleta — José Rivera - Non ti muovere — Sergio Castellitto, Margaret Mazzantini - El año del diluvio — Jaime Chávarri, Eduardo Mendoza - Las voces de la noche — Salvador García Ruiz                                                          |
| Beste Spaanstalige buitenlandse film | Beste Europese film |
| - Whisky — Uruguay - El Rey — Colombia - Luna de Avellaneda — Argentinië - Machuca — Chili | - Gegen die Wand — Fatih Akin - Being Julia — István Szabó - Meneer Ibrahim en de bloemen van de koran — François Dupeyron - Girl with a Pearl Earring — Peter Webber                                                                                            |
| Beste debuterend regisseur | Beste animatiefilm |
| - Pablo Malo — Frío sol de invierno - Santi Amodeo — Astronautas - Vicente Peñarrocha — Fuera del cuerpo - Ramón De España — Has conmigo lo que quieras | - Pinocho 3000 - Los Balunis en la Aventura del Fin del Mundo - Supertramps |
| Beste camerawerk | Beste montage |
| - Mar adentro — Javier Aguirresarobe - Roma — José Luis Alcaine - Romasanta — Javier Salmones - Tiovivo c. 1950 — Raúl Pérez Cubero | - El Lobo — Guillermo S. Maldonado - Frío sol de invierno — Antonio Pérez Reina - Horas de luz — José María Biurrún - Incautos — Iván Alado |
| Beste artdirector | Beste productiemanager |
| - Tiovivo c. 1950 — Gil Parrondo - El 7º día — Rafael Palmero - La mala educación — Antxón Gómez - Mar adentro — Benjamín Fernández | - Mar adentro — Emiliano Otegui - Crimen ferpecto — Juanma Pagazaurtundua - El Lobo — Miguel Torrente, Cristina Zumárraga - La mala educación — Esther García |
| Beste geluid | Beste speciale effecten |
| - Mar adentro — Ricardo Steinberg, Alfonso Raponso, Juan Ferro, María Steinberg - Crimen ferpecto — Sergio Bürmann, Jaime Fernández, Carlos Schmukler - Incautos — Pierre Lorrain, Jaime Fernández, Polo Aledo - Isi/Disi - Amor a lo bestia — Patrick Ghislain, Nacho Royo-Villanova, Antonio Rodríguez 'Mármol' | - El Lobo — Reyes Abades, Jesús Pascual, Ramón Loreno - Crimen ferpecto — Juan Ramón Molina, Félix Bergés - Romasanta — Juan Ramón Molina, David Martí, Montse Ribé, Josep Maria Aragonés - Torapia — Juan Ramón Molina, Aurelio Sánchez Herrera, Eduardo Acosta |
| Beste kostuums | Beste grime en haarstijl |
| - The Bridge of San Luis Rey — Yvonne Blake - Inconscientes — Bina Daigeler - La puta y la ballena — Sonia Grande - Tiovivo c. 1950 — Lourdes de Orduña | - Mar adentro — Jo Allen, Ana López-Puigcerver, Mara Collazo, Manolo García - Inconscientes — Karmele Soler, Paco Rodríguez - Seres queridos — Susana Sánchez, Patricia Rodríguez - Tiovivo c. 1950 — Paca Almenara, Alicia López                                |
| Beste filmmuziek | Beste origineel nummer |
| - Mar adentro — Alejandro Amenábar - Héctor — Ángel Illarramendi - Inconscientes — Sergio Moure - The Machinist — Roque Baños | - El milagro de Candeal — Carlinhos Brown, Mateus ("Zambie mameto") - Atún y chocolate — Javier Ruibal ("Atunes en la paraíso") - Incautos — Bebe ("Corre") - Isi/Disi - Amor a lo bestia — Joaquín Sabina ("La rubia de la cuarta fila")                        |
| Beste korte film | Beste korte animatiefilm |
| - Diez minutos — Alberto Ruiz Rojo - Amigo no gima — Iñaki Peñafiel - Cara sucia - Larutanatural — Àlex Pastor | - El enigma del chico croqueta — Pablo Llorens - Vuela por mí — Carlos Navarro - Minotauromaquia — Juan Pablo Etcheverry - The Trumouse Show — Julio Robledo |
| Beste documentaire | Beste korte documentaire |
| - El milagro de Candeal - De nens - Salvador Allende - ¡Hay Motivo! | - Extras — Ana Serret - Aerosol — Miguel Ángel Rolland, Rodolfo Montero - El último minutero — Elio Quiroga - El mundo es tuyo - Iván Z |
| Ere-Goya | |
| José Luis López Vázquez | |

## Prijzen per film
| Film                                      | Nominaties | Prijzen |
| ----------------------------------------- | ---------- | ------- |
| Mar adentro                               | 15         | 14      |
| Tiovivo c. 1950                           | 6          | 1       |
| Crimen ferpecto                           | 6          | 0       |
| El Lobo                                   | 5          | 2       |
| Incautos                                  | 5          | 0       |
| La mala educación                         | 4          | 0       |
| Roma                                      | 4          | 0       |
| El 7º día                                 | 4          | 0       |
| Héctor                                    | 4          | 0       |
| Inconscientes                             | 3          | 0       |
| El milagro de Candeal                     | 2          | 2       |
| Frío sol de invierno                      | 2          | 1       |
| Cosas que hacen que la vida valga la pena | 2          | 0       |
| Non ti muovere                            | 2          | 0       |
| Astronautas                               | 2          | 0       |
| Horas de luz                              | 2          | 0       |
| Romasanta                                 | 2          | 0       |
| Isi/Disi - Amor a lo bestia               | 2          | 0       |
| Diarios de motocicleta                    | 1          | 1       |
| The Bridge of San Luis Rey                | 1          | 1       |